# Mark Coombe
Mark Andrew Coombe (sinh ngày 17 tháng 9 năm 1968) là một cựu cầu thủ bóng đá thi đấu ở vị trí thủ môn cho các câu lạc bộ ở Football League Colchester United và Torquay United, với nhiều đội bóng non-league khác.